# Croate du Burgenland
Le croate du Burgenland (gradišćanskohrvatski jezik), qui appartient au groupe des langues slaves méridionales, est parlé dans le Burgenland (en croate Gradišće) autrichien et est officiellement reconnu comme langue vernaculaire de la communauté croate résidant au Burgenland.

Selon les statistiques officielles de 2001, il est parlé par 19 412 locuteurs au Burgenland. On trouve également des minorités qui le parlent à Vienne et à Graz. 

Le Burgenland, dans l'Est de l'Autriche

On a l'habitude de désigner les minorités croates de Hongrie occidentale, de Slovaquie du Sud-Ouest ainsi que du Sud de la Tchéquie comme étant des Croates du Burgenland. Ces derniers emploient la même langue qu'au Burgenland et sont aussi historiquement et culturellement très liés aux Croates d'Autriche. Le nombre total de locuteurs dans tous les pays cités est estimé à environ 70 000, d'après les représentants de la communauté croate autrichienne.

## Histoire
Le croate du Burgenland s'est implanté à la suite de l'exode de populations croates dû aux guerres menées du XVIe siècle au XVIIIe siècle par les Turcs dans les Balkans. La Croatie actuelle se situait sur la frontière de l'Empire ottoman ; aussi les Croates émigrés s'installèrent dans l'Ouest de la Hongrie de l'époque, ce qui correspond aujourd'hui grosso modo à la zone géographique où le croate du Burgenland est parlé. Les trois groupes dialectaux du croate, à savoir le tchakavien (de la côte nord de la Dalmatie), le chtokavien (de l'intérieur de la Dalmatie) et le kaïkavien (de la Croatie centrale), étaient déjà représentés. Les Tchakaves formaient la majorité des immigrants.
Durant les XVIe et XVIIe siècles sous les princes Zrinski et Frangipani en Croatie autonome (vassale de l'Autriche), une langue publique cultivée justement conforme à l'actuelle du Burgenland était dominante et officielle de la littérature et de l'administration en Croatie, usitée du littoral adriatique et de l’Istrie jusqu'à la frontière hongroise au nord. Par le désastre politique de ces princes, puis du XVIIIe siècle cette langue croate originelle était en Croatie graduellement quittée et avec les idées nouvelles yougoslaves transformée vers le dialecte chtokavien oriental se rapprochant au serbe.
Lorsque la langue croate récente fut standardisée au XXe siècle, on eut surtout recours comme base de travail au dialecte chtokavien couvrant une moitié des Croates orientaux; de plus, les Croates expatriés, littoraux, insulaires et autres, ne furent pas consultés lors de ladite réforme. De fait, le croate du Burgenland est aujourd'hui assez distinct du croate officiel moderne, puisqu'ayant une base dialectale assez différente. Pourtant dans la Croatie actuelle, un dialecte rural assez semblable à celui du Burgenland on parle maintenant en Istrie et aux îles adriatiques, et surtout dans les vallées de Gacka et de Vinodol le parler est très conforme à celui du Burgenland. Seul l'alphabet employé aujourd'hui en langue croate a été repris par la communauté du Burgenland.
Le croate du Burgenland n'est toutefois pas officiellement reconnu comme étant une langue slave à part. On le considère souvent comme étant une variante dialectale du croate, sans plus. L'emprunt récent massif du croate « principal » à la langue serbe en Yougoslavie a surtout creusé l'écart entre le croate du Burgenland et sa cousine, ainsi les citoyens croates modernes ne peuvent presque pas comprendre les Croates du Burgenland, de l’Istrie et des îles adriatiques, ni les textes croates médiévaux.

## Langue écrite
Le croate du Burgenland se fonde majoritairement sur les dialectes čakaviens locaux, même s'il contient des emprunts à la langue vernaculaire du Burgenland : les dialectes germaniques environnants ont aussi laissé une empreinte non négligeable sur le vocabulaire.
Dans le Sud du Burgenland, les Croates d'Autriche parlent plutôt le štokavien, plus au nord le kaïkavien près de la frontière hongroise, et enfin le čakavien vers Vienne.[réf. nécessaire]

## Nom de lieux
Voici une liste de noms de villes en langue locale et en croate du Burgenland :
Autriche
- Bijelo Selo (en allemand : Pama)
- Novo Selo (Neudorf)
- Pandrof (Parndorf)
- Uzlop (Oslip)
- Trajštof (Trausdorf)
- Cindrof (Siegendorf)
- Klimpuh (Klingenbach)
- Cogrštof (Zagersdorf)
- Vorištan (Hornstein)
- Štikapron (Steinbrunn)
- Celindof (Zillingtal)
- Vulkapodrštof (Wulkaprodersdorf)
- Otava (Antau)
- Rasporak (Draßburg)
- Pajngrt (Baumgarten)
- Filež (Nikitsch)
- Veliki Borištof (Großwarasdorf)
- Frakanava – Dolnja Pulja (Frankenau – Unterpullendorf)
- Kalištrof (Kaisersdorf)
- Bajngrob (Weingraben)
- Bandol (Weiden bei Rechnitz)
- Stinjaki (Stinatz)
- Čajta (Schachendorf)
- Čemba (Schandorf)
- Pinkovac (Güttenbach)
- Nova Gora (Neuberg)
- Veršvar (Rotenturm)
- Beč (Wien, Vienne)

Hongrie
- Prisiki (en hongrois : Peresznye)
- Koljnof (Kópháza)
- Gornji Čatar (Felsöcsatár)
- Hrvatske Šice (Horvátlövö)
- Hrvatski Židan (Horvátzsidany)
- Narda
- Plajgora (Olmond)

Slovaquie
- Čunovo
- Devinsko Novo Selo (en slovaque : Devínska Nová Ves)
- Hrvatski Grob (Chorvátsky Grob)
- Hrvatski Jandrof (Jarovce)
- Rosvar (Rusovce)

République tchèque
- Frelištof (en tchèque : Jevišovka)
- Dobro Polje (Dobré Pole)
- Nova Prerava (Novy Prerov)